# 글로리아 딕슨

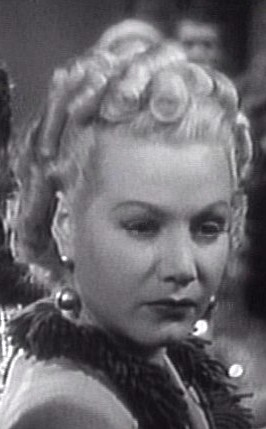

글로리아 딕슨(Gloria Dickson, 1917년 8월 13일 ~ 1945년 4월 10일)은 미국의 배우, 영화배우이다.
포커텔로에서 태어났으며 로스앤젤레스에서 사망하였다. 할리우드 포에버 공동묘지에 매장되었다.

## 영화
- 벌레스크의 여인 (1943년)
- 사랑이라 불리는 것 (1940년)
- 골드 디거 인 파리 (1938년)
- 데이 원트 포겟 (1937년) - 시벌 헤일 역